# Lecco Calcio 1977-1978
Questa pagina raccoglie le informazioni riguardanti il Lecco Calcio nelle competizioni ufficiali della stagione 1977-1978.

## Stagione
Il tecnico Oscar Massei saluta da vincitore con le due Coppe vinte a Lecco la stagione precedente e sulla panchina dei lariani arriva Guido Capello ex giocatore bluceleste.
A fine stagione la Serie C viene sdoppiata. Per non essere di fatto retrocesso in categoria inferiore, il Lecco si deve classificare nelle fra le prime dodici. Malgrado le tredici reti segnate da Giuseppe Galluzzo e non dando la giusta importanza alla Coppa Italia, la squadra non decolla. 
Tutto questo costa il posto all'allenatore che viene sostituito da Sergio Carpanesi. Il  nuovo tecnico spezzino aggiusta a suo modo le cose e proprio nell'ultima di campionato, battendo il Bolzano, agguanta la qualificazione alla Serie C1.
Nella Coppa Italia di Serie C nel 5º girone di qualificazione, disputato prima del campionato il Lecco lascia il passaggio alla Pro Patria.

## Rosa
| N. |                   | Ruolo | Calciatore          |
| -- | ----------------- | ----- | ------------------- |
|    | Italia (bandiera) | P     | Massimo Bianchi     |
|    | Italia (bandiera) | C     | Paolo Bocchinu      |
|    | Italia (bandiera) | C     | Daniele Cappelletto |
|    | Italia (bandiera) | D     | Daniele Cerletti    |
|    | Italia (bandiera) | A     | Franco Ciapponi     |
|    | Italia (bandiera) | A     | Fabio Corti         |
|    | Italia (bandiera) | D     | Adelio Filacchione  |
|    | Italia (bandiera) | D     | Maurizio Gabbana    |
|    | Italia (bandiera) | A     | Giuseppe Galluzzo   |
|    | Italia (bandiera) | C     | Angelo Giglio       |
|    | Italia (bandiera) | D     | Paolo Gustinetti    |

| N. |                   | Ruolo | Calciatore          |
| -- | ----------------- | ----- | ------------------- |
|    | Italia (bandiera) | C     | Luciano Magni       |
|    | Italia (bandiera) |       | Maisano             |
|    | Italia (bandiera) | A     | Angelo Marchi       |
|    | Italia (bandiera) | P     | Gilberto Martignoni |
|    | Italia (bandiera) | A     | Rossano Medea       |
|    | Italia (bandiera) | A     | Bruno Minini        |
|    | Italia (bandiera) | C     | Marco Ortelli       |
|    | Italia (bandiera) | C     | Potito Pota         |
|    | Italia (bandiera) | A     | Giampiero Pozzoli   |
|    | Italia (bandiera) | D     | Franco Rigamonti    |
|    | Italia (bandiera) | D     | Roberto Santi       |

## Risultati

### Serie C girone A

#### Girone di andata
| Arbitro: | Gazzari (Macerata) |

|                               |           |  |
| Franzoni 47’ Alessandrini 50’ | Marcatori |  |

| Arbitro: | Faccenda (Salerno) |

|                    |           |                       |
| Corti 14’ Pota 26’ | Marcatori | 47’ Dri 85’ Marcolini |

| Arbitro: | Patrussi (Arezzo) |

|                             |           |                    |
| Basili 13’ Della Monica 38’ | Marcatori | 19’ (aut.) Marella |

| Lecco 2 ottobre 1977 4ª giornata | Lecco           | 0 – 0 | Treviso | Stadio Mario Rigamonti\| Arbitro: \| Vago (Chiavari) \| |
| Arbitro:                         | Vago (Chiavari) |       |         |                                                         |

| Arbitro: | Zumbo (Reggio Calabria) |

|  |           |                         |
|  | Marcatori | 52’ Galluzzo 59’ Giglio |

| Arbitro: | Giaffreda (Roma) |

|                         |           |  |
| Minini 28’ Galluzzo 35’ | Marcatori |  |

| Arbitro: | Armienti (Salerno) |

|                            |           |            |
| Dioni 29’ (rig.) Capon 37’ | Marcatori | 65’ Giglio |

| Arbitro: | Morganti (Ascoli Piceno) |

|           |           |  |
| Corti 57’ | Marcatori |  |

| Arbitro: | Corigliano (Crotone) |

|                                       |           |                   |
| Piccinetti 49’ Vriz 64’ Jacomuzzi 89’ | Marcatori | 29’, 82’ Galluzzo |

| Arbitro: | Zuffi (Ravenna) |

|                                |           |  |
| Lancetti 63’ (aut.) Marchi 79’ | Marcatori |  |

| Arbitro: | Ballerini (La Spezia) |

|                              |           |  |
| De Bernardi 76’ Ulivieri 79’ | Marcatori |  |

| Arbitro: | Esposito (Torre Annunziata) |

|                       |           |           |
| Galluzzo 50’ Pota 69’ | Marcatori | 58’ Mutti |

| Arbitro: | Tubertini (Bologna) |

|                  |           |  |
| Rossi 50’ (rig.) | Marcatori |  |

| Arbitro: | Pezzella (Frattamaggiore) |

|                         |           |            |
| Galluzzo 16’ Marchi 82’ | Marcatori | 13’ Bianco |

| Lecco 18 dicembre 1977 15ª giornata | Lecco             | 0 – 0 | Pro Patria | Stadio Mario Rigamonti\| Arbitro: \| Savalli (Trapani) \| |
| Arbitro:                            | Savalli (Trapani) |       |            |                                                           |

| Arbitro: | Cerofolini (Arezzo) |

|            |           |            |
| Divina 75’ | Marcatori | 20’ Minini |

| Arbitro: | Cerquoni (Macerata) |

|                |           |  |
| Domenicali 13’ | Marcatori |  |

| Lecco 15 gennaio 1978 18ª giornata | Lecco              | 0 – 0 | Pro Vercelli | Stadio Mario Rigamonti\| Arbitro: \| Lombardo (Marsala) \| |
| Arbitro:                           | Lombardo (Marsala) |       |              |                                                            |

| Arbitro: | Vallesi (Pisa) |

|                       |           |  |
| Sartori 47’ Merlo 89’ | Marcatori |  |

#### Girone di ritorno
| Arbitro: | Castaldi (Vasto) |

|                   |           |              |
| Gritti 70’ (aut.) | Marcatori | 74’ D'Aversa |

| Trieste 5 febbraio 1978 21ª giornata | Triestina           | 0 – 0 | Lecco | Stadio Giuseppe Grezar\| Arbitro: \| Tubertini (Bologna) \| |
| Arbitro:                             | Tubertini (Bologna) |       |       |                                                             |

| Arbitro: | Tani (Livorno) |

|              |           |             |
| Bocchinu 36’ | Marcatori | 59’ Ascagni |

| Arbitro: | Paradisi (Pesaro) |

|           |           |                     |
| Cossu 59’ | Marcatori | 73’ (rig.) Bocchinu |

| Arbitro: | Sarti (Modena) |

|                        |           |  |
| Corti 69’ Bocchinu 84’ | Marcatori |  |

| Arbitro: | Pampana (Pisa) |

|                                          |           |              |
| Guerini 25’ Zabotto 58’ (rig.) Corti 75’ | Marcatori | 85’ Ciapponi |

| Arbitro: | Garzi (Palermo) |

|                              |           |  |
| Galluzzo 30’, 58’ Marchi 83’ | Marcatori |  |

| Alessandria 19 marzo 1978 27ª giornata | Alessandria                 | 0 – 0 | Lecco | Stadio Giuseppe Moccagatta\| Arbitro: \| Esposito (Torre Annunziata) \| |
| Arbitro:                               | Esposito (Torre Annunziata) |       |       |                                                                         |

| Arbitro: | Morganti (Ascoli Piceno) |

|  |           |                      |
|  | Marcatori | 58’ Vriz 73’ Zanotti |

| Arbitro: | Adamu (Cagliari) |

|  |           |              |
|  | Marcatori | 82’ Galluzzo |

| Arbitro: | Paradisi (Pesaro) |

|             |           |                       |
| Pozzoli 27’ | Marcatori | 22’ Riva 67’ Ulivieri |

| Arbitro: | Pezzella (Frattamaggiore) |

|          |           |                              |
| Pozzi 2’ | Marcatori | 61’, 66’ Galluzzo 82’ Giglio |

| Arbitro: | Armienti (Salerno) |

|             |           |  |
| Pozzoli 13’ | Marcatori |  |

| Arbitro: | Cerofolini (Arezzo) |

|                               |           |  |
| Tedoldi 49’ (rig.) Frutti 78’ | Marcatori |  |

| Arbitro: | Baldi (Roma) |

|  |           |              |
|  | Marcatori | 67’ Ciapponi |

| Arbitro: | Gazzari (Macerata) |

|                        |           |                  |
| Galluzzo 11’ Gilio 92’ | Marcatori | 43’ (rig.) Leban |

| Arbitro: | Garzi (Palermo) |

|              |           |                |
| Galluzzo 46’ | Marcatori | 18’ Domenicali |

| Arbitro: | Esposito (Torre Annunziata) |

|             |           |  |
| Maruzzo 77’ | Marcatori |  |

| Arbitro: | Vago (Chiavari) |

|          |           |  |
| Pota 54’ | Marcatori |  |

### Coppa Italia

#### Girone 5
| Arbitro: | Pairetto (Torino) |

|              |           |                 |
| Fumagalli 6’ | Marcatori | 81’ (rig.) Pota |

| 24 agosto 1977 2ª giornata |  | – Riposo |  |  |

| Arbitro: | Suzzi (Monfalcone) |

|            |           |            |
| Giglio 68’ | Marcatori | 35’ Foglia |

| Arbitro: | Colasanti (Roma) |

|                                   |           |  |
| Foglia 36’ (rig.) Pietropaolo 60’ | Marcatori |  |

| 4 settembre 1977 5ª giornata |  | – Riposo |  |  |

| Arbitro: | Testa (Prato) |

|                      |           |  |
| Minini 18’ Corti 69’ | Marcatori |  |

## Statistiche

### Statistiche di squadra
| Competizione         | Punti | In casa | In casa | In casa | In casa | In casa | In casa | In trasferta | In trasferta | In trasferta | In trasferta | In trasferta | In trasferta | Totale | Totale | Totale | Totale | Totale | Totale | DR |
| Competizione         | Punti | G       | V       | N       | P       | Gf      | Gs      | G            | V            | N            | P            | Gf           | Gs           | G      | V      | N      | P      | Gf     | Gs     | DR |
| -------------------- | ----- | ------- | ------- | ------- | ------- | ------- | ------- | ------------ | ------------ | ------------ | ------------ | ------------ | ------------ | ------ | ------ | ------ | ------ | ------ | ------ | -- |
| Serie C              | 39    | 19      | 10      | 7       | 2       | 24      | 12      | 19           | 4            | 11           | 14           | 14           | 24           | 38     | 14     | 11     | 13     | 38     | 36     | +2 |
| Coppa Italia Semipro | 4     | 2       | 0       | 1       | 1       | 3       | 1       | 2            | 0            | 1            | 1            | 1            | 3            | 4      | 1      | 2      | 1      | 4      | 4      | 0  |
| Totale               | 43    | 21      | 10      | 8       | 3       | 27      | 13      | 21           | 4            | 12           | 15           | 15           | 27           | 42     | 15     | 13     | 14     | 42     | 40     | +2 |

### Statistiche dei giocatori
Fonte:
| Giocatore      | Serie C  | Serie C | Serie C     | Serie C    | Coppa Italia Semipro | Coppa Italia Semipro | Coppa Italia Semipro | Coppa Italia Semipro | Totale   | Totale | Totale      | Totale     |
| Giocatore      | Presenze | Reti    | Ammonizioni | Espulsioni | Presenze             | Reti                 | Ammonizioni          | Espulsioni           | Presenze | Reti   | Ammonizioni | Espulsioni |
| -------------- | -------- | ------- | ----------- | ---------- | -------------------- | -------------------- | -------------------- | -------------------- | -------- | ------ | ----------- | ---------- |
| M. Bianchi     | 27       | -23     | ?           | ?          | 0                    | 0                    | ?                    | ?                    | 27       | -23    | ?           | ?          |
| P. Bocchinu    | 34       | 3       | ?           | ?          | 2                    | 0                    | ?                    | ?                    | 36       | 3      | ?           | ?          |
| D. Daniele     | 4        | 0       | ?           | ?          | 2                    | 0                    | ?                    | ?                    | 6        | 0      | ?           | ?          |
| D. Cerletti    | 22       | 2       | ?           | ?          | 3                    | 0                    | ?                    | ?                    | 25       | 2      | ?           | ?          |
| F. Ciapponi    | 18       | 2       | ?           | ?          | 0                    | 0                    | ?                    | ?                    | 18       | 2      | ?           | ?          |
| F. Corti       | 28       | 3       | ?           | ?          | 1                    | 1                    | ?                    | ?                    | 29       | 4      | ?           | ?          |
| A. Filacchione | 6        | 0       | ?           | ?          | 4                    | 0                    | ?                    | ?                    | 10       | 0      | ?           | ?          |
| M. Gabbana     | 17       | 0       | ?           | ?          | 0                    | 0                    | ?                    | ?                    | 17       | 0      | ?           | ?          |
| G. Galluzzo    | 32       | 13      | ?           | ?          | 2                    | 0                    | ?                    | ?                    | 34       | 13     | ?           | ?          |
| A. Giglio      | 36       | 4       | ?           | ?          | 4                    | 1                    | ?                    | ?                    | 40       | 5      | ?           | ?          |
| P. Gustinetti  | 38       | 0       | ?           | ?          | 3                    | 0                    | ?                    | ?                    | 41       | 0      | ?           | ?          |
| L. Magni       | 21       | 0       | ?           | ?          | 0                    | 0                    | ?                    | ?                    | 21       | 0      | ?           | ?          |
| A. Marchi      | 24       | 3       | ?           | ?          | 3                    | 0                    | ?                    | ?                    | 27       | 3      | ?           | ?          |
| G. Martignoni  | 11       | -13     | ?           | ?          | 0                    | 0                    | ?                    | ?                    | 11       | -13    | ?           | ?          |
| B. Minini      | 28       | 2       | ?           | ?          | 2                    | 1                    | ?                    | ?                    | 30       | 3      | ?           | ?          |
| M. Ortelli     | 9        | 0       | ?           | ?          | 4                    | 0                    | ?                    | ?                    | 13       | 0      | ?           | ?          |
| P. Pota        | 28       | 3       | ?           | ?          | 4                    | 1                    | ?                    | ?                    | 32       | 4      | ?           | ?          |
| G. Pozzoli     | 20       | 2       | ?           | ?          | 3                    | 0                    | ?                    | ?                    | 23       | 2      | ?           | ?          |
| F. Rigamonti   | 9        | 0       | ?           | ?          | 0                    | 0                    | ?                    | ?                    | 9        | 0      | ?           | ?          |
| R. Santi       | 36       | 0       | ?           | ?          | 4                    | 0                    | ?                    | ?                    | 40       | 0      | ?           | ?          |